# 范国美
范国美（1967年11月—），女，贵州兴仁人，中华人民共和国政治人物。贵州省人民代表大会代表。

## 生平
1967年11月，范国美出生在贵州省兴仁县（今兴仁市），籍贯四川省会理县。
1986年，范国美进入黔西南布依族苗族自治州农机化学校农业机械化专业学习，1989年毕业后分配至兴仁县城关镇担任一名工作员，之后担任办事员，期间于1992年9月加入中国共产党。1995年9月，范国美出任共青团贵州省兴仁县城关镇书记，1996年3月出任城关镇党委宣传委员，次年8月兼任团委书记，1998年4月出任党委副书记兼组织委员。1999年4月，范国美调任仁县人民政府办副主任、外事办主任。2001年11月，范国美调任巴铃镇党委副书记，次年1月兼任镇长，2003年4月升任党委书记。2006年7月，范国美出任兴仁县农业办公室正科级干部，次月出任办公室主任。
2006年10月，范国美调任中共望谟县委常委，次月兼任县委宣传部部长。
2011年9月，范国美调回兴仁县，出任县人民政府副县长，2012年2月兼任县委统战部部长，县红十字会会长，12月兼任县残联主席，2013年12月兼任县行政学校校长。2014年10月，范国美出任兴仁县人大常委会党组书记、县人民政府副县长、县委统战部部长、县行政学校校长，2014年12月转任清水河经济开发区党工委书记、县人民政府副县长、县委统战部部长、县行政学校校长。2016年8月，范国美转任兴仁县政协正处长级干部，10月出任政协党组书记，12月出任政协主席，2018年9月兴仁县升市后继续担任政协主席。2018年11月，范国美转任兴仁市人大常委会主任人选，次月出任兴仁市人大常委会党组书记、主任人选，2019年2月出任兴仁市人大常委会党组书记、主任。

### 落马
2024年6月5日，范国美涉嫌严重违纪违法接受黔西南州纪委监委纪律审查和监察调查。